# Cruz de São Pedro

Cruz de São Pedro

A Cruz de São Pedro ou Cruz Petrina é uma cruz latina invertida. É um dos símbolos da Igreja Católica, ante a decisão de São Pedro, Apóstolo, de ser crucificado de cabeça-para-baixo, eis que acreditava não ser digno de morrer como seu Mestre, Jesus Cristo. Nos Estados Unidos, a partir do neopentecostalismo, a cruz invertida foi associada a um imaginário anti-cristão. Esse novo significado passou a ser difundido por todo mundo através da mídia e, principalmente, por Hollywood. No entanto, tal acepção não condiz com as tradições centenárias e convencionais do simbolismo católico.

## No Catolicismo

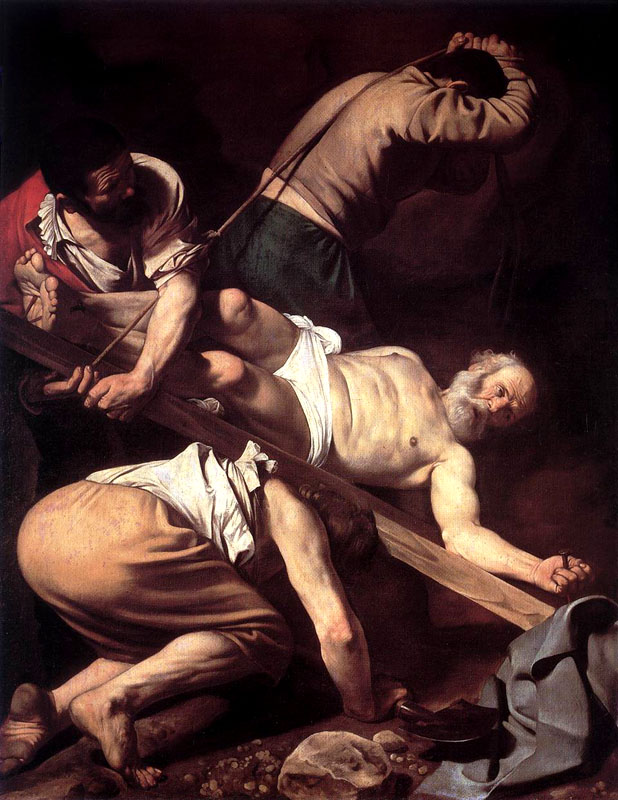
Crucificação do Apóstolo Pedro

A origem deste símbolo está na tradição católica que diz que São Pedro foi crucificado de cabeça-para-baixo, pois sentiu que não era digno de ser executado da mesma maneira que Cristo. É frequentemente usada com duas chaves, simbolizando as chaves do Céu.
O teólogo Orígenes de Alexandria foi o primeiro a relatar que São Pedro foi crucificado de cabeça-para-baixo, a pedido do próprio, antevendo maior sofrimento. Alguns católicos usam esta cruz como símbolo da humildade e demérito perante a Cristo.

## Satanismo e Anticristianismo
Nas últimas décadas o símbolo foi associado a atitudes satânicas e anti-religiosas a partir do imaginário de que, invertida, a cruz latina representaria o oposto da cristandade. Como resultado, a cruz de São Pedro acabou tornando-se popular entre grupos anti-religiosos.
Tal significado acabou difundido na cultura popular, especialmente em filmes de Hollywood como Rosemary's Baby, The Exorcism of Emily Rose e The Omen, onde o símbolo é frequentemente mostrado quando a intenção é representar Satã.